# Église Saint-Élie de Simićevo
Pour les articles homonymes, voir Église Saint-Élie.
L'église Saint-Élie de Simićevo (en serbe cyrillique : Црква Светог Илије у Симићеву ; en serbe latin : Crkva Svetog Ilije u Simićevu) est une église orthodoxe serbe située à Simićevo, dans la municipalité de Žabari et dans le district de Braničevo en Serbie. Elle est inscrite sur la liste des monuments culturels protégés de la république de Serbie (identifiant no SK 821).

## Présentation
Située au centre du village, l'église a été construite en 1901 selon un projet du ministère de la Construction. Elle est caractéristique du style serbo-byzantin, une variante du style néo-byzantin.
Elle s'inscrit dans un plan tréflé et est surmontée d'un dôme ; un clocher domine la façade occidentale. L'espace intérieur s'organise autour de la nef ; la zone de l'autel se trouve à l'est et elle est agrandie par deux absidioles, l'une au nord et l'autre au sud ; la nef est précédée par un narthex avec une galerie à l'ouest. Les façades sont richement ornées ; horizontalement, elles sont rythmées par une plinthe et par la corniche du toit décorée d'une frise composée d'arcades aveugles ; verticalement, elles sont rythmées par des pilastres, par des fenêtres en forme de lancettes, tantôt isolées tantôt géminées, et par une rosette. La façade occidentale se signale par son porche en forme de baldaquin et par une grande fenêtre géminée au-dessus de laquelle est inscrite la date de 1901 qui correspond à la date de construction de l'église.
Après la fin de la construction de l'édifice, une haute iconostase a été installée dans l'église, réalisée dans un style classique avec des éléments en bois sculpté de style rococo. L'installation est signalée comme due au peintre de Vršac Živa Radak, tandis que les icônes ont été réalisées par un artiste tchèque. Ces peintures sont considérées comme de grande qualité ; elles sont réparties en trois zones ; dans la première zone se trouvent les icônes des trônes, dans la seconde des icônes représentant des scènes tirées du cycle des grandes fêtes liturgiques, tandis que la troisième zone contient une icône de la Sainte Trinité et six médaillons représentant des saints.
Les peintures murales sont réalisées à l'imitation du marbre ; elles représentent des motifs géométriques et floraux destinés à mettre en valeur l'architecture.
L'édifice possède aussi des icônes mobiles, des livres et des objets liturgiques datant du XIXe siècle ainsi que du mobilier d'église.